# Gmina Mežica
Mežica – gmina w Słowenii, w Karyntii. W 2010 roku liczyła 3683 mieszkańców.

## Miejscowości
Miejscowości wchodzące w skład gminy Mežica:
- Breg
- Lom
- Mežica – siedziba gminy
- Onkraj Meže
- Plat
- Podkraj pri Mežici